# Carl Mertz
Carl Mertz (* 10. Januar 1908; † 8. Januar 1978) war ein deutscher Architekt und Baubeamter.

## Leben
Carl Mertz studierte ab 1928 Architektur an der Technischen Hochschule Berlin und begann im Anschluss an sein Staatsexamen 1933 eine Beamtenlaufbahn bei der dortigen staatlichen Bau- und Finanzdirektion. Er lebte und arbeitete vierzehn Jahre lang in Italien, zuletzt als freiberuflicher Architekt. 1956 kam Mertz wieder nach Berlin und übernahm als Leitender Baudirektor, später als Präsident, die Bundesbaudirektion. In dieser Funktion war er mit deutschen Staatsbauten in zahlreichen Ländern befasst.
Bekannt sind sein Wiederaufbau des Schlosses Bellevue und die aufwändige Restaurierung des Palais Beauharnais.
Im Jahr 1969 wurde Mertz als Neffen des Bauchefs der Olympischen Spiele 1936 in Berlin die Geschäftsführung der Olympia-Baugesellschaft mbH und damit die Bauleitung für die außer Kontrolle geratenen Bauten der Olympischen Spiele 1972 in München übertragen. Er war zuvor bereits an dem Vorläufer des von Günter Behnisch entworfenen Münchener Zeltdachs, dem Deutschen Pavillon der Weltausstellung 1967 in Montreal von Frei Otto beteiligt gewesen.
Mertz zeigte auf dieser größten Baustelle Europas „die unerschütterliche Selbstsicherheit eines knorken Baulöwen“, er „hat den Olympia-Verantwortlichen die ungestörte Nachtruhe wiedergegeben“ Mertz erreichte  mit knapper Not die fristgerechte Fertigstellung. Dabei half ihm ein Konsens, dass es „Freiräume geben muss, die von den ökonomischen Prinzipien und den landläufigen Nützlichkeitserwägungen ausgenommen sind“.
Während seines Studiums wurde Mertz Mitglied im Akademischen Verein „Motiv“. Von 1963 an schuf er als 1. Vorsitzender die maßgeblichen rechtlichen und wirtschaftlichen Voraussetzungen für das von Otto Risse entworfene, 1968 bezogene neue Korporationshaus.